# 도요초역
도요초역(일본어: 東陽町駅, とうようちょうえき)은 도쿄도 고토구에 있는 철도역이다. 이 역부터 니시후나바시역 간 쾌속(快速) 운행을 한다. 역 번호는 T 14이다.

## 역 구조
상대식 승강장 2면 2선의 지하역.
개량 공사로 에스컬레이터와 엘리베이터가 설치되었다. 에스컬레이터는 각 승강장과 대합실을 연락하고 미나미스나마치 쪽의 출입구에도 설치되어 있다. 엘리베이터는 각 승강장과 기바 쪽의 대합실을 연결하고 있다. 또, 기바 쪽의 개찰구와 1번 출입구를 연결하는 엘리베이터도 설치되어 있다.
역의 기바 방면은 바로 단선 실드 터널로 들어가, 니시후나바시 방면과 나카노 방면의 간격이 약간 열려 있으며, 미나미스나마치 방면(후카가와 차량기지 쪽)에는 1개의 열차를 유치할 수 있다. 미나미스나마치 발 나카노 행 열차는 일부 열차를 제외하고 한번 분기기의 분기 측을 지나 도착한다.
후카가와 차량기지로 입출고가 있기 때문에 당역 시발·종착 전철이 존재한다.
화장실은 서쪽 개찰구내와 2번선 승강장 측에 있다. 모두 다기능 화장실을 운영하고 있다.
현재 당역의 양쪽 끝에 각각 2개 출입구가 설치되어 있지만, 매년 이용객 증가로 의한 니시후나바시 방면의 승강장 층에 개찰구를 설치하고 엘리베이터를 이용하여 지상으로 나가는 출입구가 후카가와 우편국 부지 내에 설치될 예정이다.
2013년 12월에 착공하여, 2015년 6월에 공용개시 할 예정이다.
| 1 | ○ 도자이 선 | 우라야스・니시후나바시・츠다누마・도요 가쓰타다이 방면 |
| 2 | ○ 도자이 선 | 오테마치・다카다노바바・나카노・미타카 방면            |

## 역세권 정보
- 도쿄 지하철 도자이 선 후카가와(深川) 차량기지
- 고토구청

## 역 역사
- 1967년 9월 14일: 영단지하철 도자이 선 영업 개시, 당시에 종착역이었음.
- 1969년 3월 29일: 당역 ~ 니시후나바시 역간 영업 개시, 이로 인해 무정차 쾌속운행 개시.
- 1998년 12월: 승강장 확장 배리어 프리 대책을 목적으로 한 개량 공사에 착수.
- 2004년
  - 4월 1일: 영단지하철 민영화로 도쿄 지하철의 역이 됨.
  - 8월: 개량공사 완료.
- 2009년 9월 9일: 오전 4시 10분경, 당역 구내에 유치된 영업용 전차(05계 제1편성)에 보선용 기계가 정면 충돌하는 사고가 발생함.

## 인접역
| 도쿄 메트로 도자이 선 | 도쿄 메트로 도자이 선 | 도쿄 메트로 도자이 선                |
| --------------------- | --------------------- | ------------------------------------ |
| T13 기바 나카노 방면  | 도자이 선 쾌속        | T18 우라야스 니시후나바시 방면       |
| T13 기바 나카노 방면  | 도자이 선 각역정차    | T15 미나미스나마치 니시후나바시 방면 |